# 重研輕教
重研輕教是香港教育界俚語，泛指香港高等教育界中，各香港各大專院校將資源傾側向研究方面以推高學術排名的現象，並將教學工作依賴予非全職的流浪講師。

## 成因
香港政府於2002–2003財政年度，宣佈大學教學人員薪酬與公務員薪酬脫鈎，各大專院校可以自行擬定員工薪酬及全職兼職比例。
香港恒生大學傳播學院教授李少南指出，大學重研輕教的情況，源自大學教育資助委員會的撥款制度。教資會會審視各大學研究成績，把更多撥款撥予成績較佳的院校，而校內撥款分配，也是按研究成績分配；學系為了爭取來年更多撥款，會投放更多資源在研究方面。若研究成績不理想，獲得的撥款較少，或會減少全職講師，以低薪聘請兼職講師。
重視大學排名也是另一原因，大學及專上院校工會聯盟理事長謝永齡指不少排名機構重視研究產值（research income），令大學管理層盲目追求。
2018年，高教公民連同曾經參與2016年香港選舉委員會界別分組選舉的組織學者抗命，和主要排名機構 Times Higher Education (THE) 代表會面，THE 指出由於香港市場太小，他們只計算香港的大學之研究能力，其他兩個因素，即教學質素以及社會影響，他們並無計算在內。
不過，即使問題受廣泛討論，當社會對當大學面對有關全職兼職教員比例和資源運用等方面的查詢，都會以「院校自主」作為「保護傘」迴避問題。高教公民成員王慧麟亦指，對不同重要持份者來說，大學重視排名是好事，所以大學老師的聲音往往被忽視。

## 立場及行動
- 教協
  - 會長馮偉華指大學重研究並非壞事，但不應為了追逐國際排名而輕教育，過份依賴流浪講師。又指即使民間發聲，但若政府不作出監管，難以直接帶來改變。[1]
  - 教育界立法會議員葉建源認為，大學教育資助委員會應善意提醒各院校，切忌「重研輕教」，避免教職員過於零散化。[5]
- 高教公民：一直關注大專界的議題，認為社會應該重視處理問題。成員王慧麟同意大學排名重要性，但指有些學者如果只專注於和自己任教科目無關的研究，結果教學只得「半桶水」，將會犧牲教學質素。[4]
- 公民黨：
  - 本身是香港中文大學政治與行政學系榮休教授的創黨主席關信基，認為大學是一個崇高機構，牽涉到一個社會的精神及倫理發展，認為這種現象顯示大學欠風骨。[2]
  - 本身是香港浸會大學浸大政治及國際關係學系副教授的前立法會議員陳家洛，批評八大院校「重研輕教」近十年不斷增聘研究員，卻減少聘用年輕教學人員以作培訓，忽視教學長遠發展。[2]
- 邵家臻議員：於2019年3月1日曾經動議促請教育局和教資會督促大學的發展應是教研併重。[6]
- 大學及專上院校工會聯盟：理事長謝永齡批評排名機制並不可靠，舉例QS排名榜其中一項大學評核準則包含僱主評分，佔評分近四成，但外界卻不會知道機構所訪問的三萬名僱主背景。言而，大學高層卻對排名「著魔」，為追求排名而扭曲教育宗旨。[2]
- 前香港大學校長徐立之不認為有相關現象，「可能聽得多啫」，指自己見到不少非常熱心教學的教授，認為本港沒有相關情況。[7]
- 香港中文大學社會學系講師黎明：由於重研輕教的風氣，職級最低的講師很容易被剝削，變相被迫由全職變兼職，或是合約期限愈縮愈短：由3年到1年，乃至一個學期，或者「零散工化」，逐個課程計算薪水。敢言或反抗的講師或教授，更疑似受到秋後算帳，通通不獲續約或變相解僱。他又批評，大學此等行徑屬於功利主義，大學之本是栽培學生，不是爭排名，拿撥款。[8]

## 資料來源
1. 1 2 3 4  . 《大學線》. 2019-04-29  [2020-02-06]. （原始内容存档于2020-10-28） （中文（臺灣））.
2. 1 2 3 4  胡家欣. . 香港01. 2018-06-09  [2020-02-06]. （原始内容存档于2020-02-06） （中文（香港））.
3. ↑  . www.facebook.com.   [2020-02-06]. （原始内容存档于2020-05-02） （中文（简体））.
4. 1 2  . 明報新聞網 - 每日明報 daily news.   [2020-02-06]. （原始内容存档于2020-12-01） （中文（繁體））.
5. ↑  聯合新聞網. . 聯合新聞網.   [2020-02-06]. （原始内容存档于2021-03-08） （中文（臺灣））.
6. ↑   (PDF). （原始内容存档 (PDF)于2020年8月25日）.
7. ↑  . 明報新聞網 - 即時新聞 instant news.   [2020-02-06]. （原始内容存档于2020-05-02） （中文（繁體））.
8. ↑  .   [2020-04-20]. （原始内容存档于2020-05-02）.